# Carla Crespo
Pour les articles homonymes, voir Crespo.
Carla Crespo, originaire du Grand Buenos Aires, est une actrice de cinéma, de télévision et de théâtre argentine.

## Biographie
Elle a étudié les arts combinés à l'Université de Buenos Aires et a dirigé des cours avec Ricardo Bartis, Augusto Fernandes, Luciano Suardi, Raquel Sokolowickz et Daniel Casablanca et des cours de danse contemporaine et d'entraînement physique avec Carlos Casella, Manuel Atwell, Ana Frenkel, Noemi Coelho et Cristina. Barnils.
Elle a notamment joué dans les spectacles théâtraux Fetiche de José María Muscari et Agua présentés au Complexe théâtral de Buenos Aires, quinze cents mètres au-dessus de Jack par Federico León, présentés dans divers festivals en Europe, au Canada, en Australie et à La. Famille argentine d'Alberto Ure, dirigée par Cristina Banegas, travail pour lequel a été présenté dans les prix Teatro del Mundo. Avec Tatiana Saphir, elle a écrit et dirigé la performance "Re-genias", basée sur ses journaux intimes de l'adolescence. Entre 2009 et 2011, elle participe à divers festivals européens et latino-américains avec la pièce de théâtre Mi vida después de Lola Arias.
À la télévision, elle a notamment participé à la série Unitaries Criminal, produite par Ideas del Sur, Mujeres Asesinas (Italie) et au quotidien Stolen Lives, pour lequel elle a été candidate aux Clarín Awards en tant que révélation féminine.
Au cinéma, elle a participé, entre autres, au long métrage Un mundo seguro (2012) réalisé par Eduardo Spagnuolo, Roma (2004) réalisé par Adolfo Aristarain et Tan de Abriendo (2002) de Diego Lerman, interprétation pour laquelle elle a été nommée pour les Cóndor Awards. de Plata et Clarín revelación, en plus d'avoir reçu le Prix Coral pour les performances féminines au Festival international du film de La Havane et la Mention spéciale du Jury pour les représentations au Festival international du film de Locarno.
En 2004-2005, elle a reçu la bourse "Antorchas de perfeccionamiento" dans le pays pour les acteurs professionnels. En 2017, elle participe au film "La idée d'un lac" de Milagros Mumenthaler, basé sur le livre du poète Guadalupe Gaona.

## Filmographie
- 2013 : Mañana todas las cosas.
- 2012 : Un mundo seguro (es).
- 2008 : Variaciones (série TV).
- 2008 : The Owner.
- 2006 : Mientras tanto : Celia.
- 2004 : Roma : Betty.
- 2004 : Pueblo chico : La chica del correo.
- 2002 : Tan de repente : Mao.
- 1999 : La prueba.

## Théâtre
- La familia argentina de Alberto Ure, dirigida por Cristina Banegas.
- Mi vida después de Lola Arias.
- 2007 - 2008 : Fetiche de José María Muscari avec Hilda Bernard et Edda Bustamante, sous la direction de l'auteur - Teatro Sarmiento et Teatro La Comedia[1]
- Agua de Gladys Lizarazu.
- Ivonne de Witold Gombrowicz, coordinada por Ricardo Bartis.
- Bizarra de Rafael Spregelburd.
- El Pánico de Rafael Spregelburd.
- Vuelve la rabia de Juan Pablo Gómez.
- El amor, lo sagrado y el arte coordinado por María Inés Aldaburu.
- Mil quinientos metros sobre el nivel de Jack de Federico León.